# Mattoon (Illinois)
Mattoon es una ciudad ubicada en el condado de Coles en el estado estadounidense de Illinois. En el Censo de 2010 tenía una población de 18.555 habitantes y una densidad poblacional de 692,65 personas por km².

## Geografía
Mattoon se encuentra ubicada en las coordenadas 39°28′40″N 88°21′44″O / 39.47778, -88.36222. Según la Oficina del Censo de los Estados Unidos, Mattoon tiene una superficie total de 26.79 km², de la cual 26.78 km² corresponden a tierra firme y (0.04%) 0.01 km² es agua.
La morrena terminal del glaciar de Wisconsin se encuentra justo al sur de Mattoon.

## Demografía
Según el censo de 2010, había 18555 personas residiendo en Mattoon. La densidad de población era de 692,65 hab./km². De los 18555 habitantes, Mattoon estaba compuesto por el 94.47% blancos, el 2.42% eran afroamericanos, el 0.21% eran amerindios, el 0.67% eran asiáticos, el 0.01% eran isleños del Pacífico, el 0.51% eran de otras razas y el 1.71% pertenecían a dos o más razas. Del total de la población el 1.78% eran hispanos o latinos de cualquier raza.